# Ian Roberts
Pour les articles homonymes, voir Roberts.

a Compétitions nationales et continentales officielles uniquement.

b Matchs officiels uniquement.
Dernière mise à jour le 8 octobre 2013.
Ian Roberts (né le 31 juillet 1965) est un ancien joueur de rugby à XIII australien des années 1980 et 1990, devenu acteur. Révélant son homosexualité en 1995, il est le premier à le faire dans ce sport.

## Carrière sportive
Ian Roberts joue en junior pour les Mascot Jets dans les compétitions des South Sydney Rabbitohs. Il débute avec les Rabbitohs pendant la 79e saison (1986) de la ligue professionnelle de rugby de la Nouvelle-Galle-du-Sud (Winfield Cup). Contre le club anglais Wigan, Roberts joue en seconde ligne à la finale du trophée spécial John Player (1986–87).
Jack Gibson le décrit à l'âge de 21  ans comme le « meilleur attaquant »  et en 1988 Roberts fait ses premières apparitions dans l'équipe de la ligue de rugby City New South Wales
Bien qu'il n'ait pas joué pour le New South Wales ou la ligue nationale australienne de rugby (Australian national rugby league team), Roberts signe un contrat avec les Manly-Warringah Sea Eagles en 1990. À la fin de la saison 1994 de la NSWRL, il participe au Kangaroo Tour de 1994.
Ensuite il est transféré des Rabbitohs au Manly, puis il prouve rapidement son talent avec la sélection de State of Origin contre la Nouvelle-Zélande. Il fait ensuite un Kangaroo tour et gagne les Australia's Ashes 23 à 4 à Elland Road. Peu de temps après, il signe avec la Super League, malgré le fait que son club et son entraîneur Bob Fulton soient demeurés fidèles à la Australian Rugby League. Il joue pour Manly pendant la grande finale de la saison 1995.
Il souffre de plusieurs blessures pendant la saison 1996 et joue moins à cause de problèmes de contrat en lien avec la guerre de la Super League. In 1997, Roberts signe avec les North Queensland Cowboys et déménage à Townsville. Il met fin à sa carrière en 1998.

## Carrière d'acteur
Roberts a terminé sa carrière de joueur de rugby professionnel en 1998. Il commence alors à étudier au National Institute of Dramatic Art de Sydney. En 2003, il déménage aux États-Unis pour entamer une carrière d'acteur.
In 2005, Roberts fait une apparition dans un film australien Little Fish, dont les rôles principaux sont tenus par Cate Blanchett et Hugo Weaving. Il joue un ancien champion de rugby. Il joue aussi en 2006 dans Superman Returns, le rôle de Riley.
In 2009, Roberts joue dans des petites séries australiennes Underbelly: A Tale of Two Cities, qui relate la vie autour du commerce de la drogue à Griffith en Nouvelle-Galle-du-Sud entre 1976 et 1987. Il joue aussi le garde du corps du gangster George Freeman (rôle tenu par Peter O'Brien) dans Underbelly qui se passe à Melbourne. En 2009, il a un rôle principal dans la série australienne The Cut qui passe sur ABC1, puis il obtient un petit rôle dans Cedar Boys. En 2012, Ian Roberts joue l'un des deux rôles principaux de Saltwater où il incarne pour la première fois un personnage homosexuel.